# Cisticola ayresii
El cistícola de Ayres (Cisticola ayresii) es una especie de ave paseriforme de la familia Cisticolidae propia del África austral. Su nombre conmemora al ornitólogo sudafricano Thomas Ayres.

## Distribución y hábitat
Se encuentra distribuido por los herbazales del África subsahariana, en especial por África occidental y austral.